# План нумерації
План нумера́ції — один із видів схем нумерації, використовуваний в телекомунікаціях. Фактично, це набір правил, які означають, як потрібно створювати номери. Наприклад, більшість телефонних номерів відповідають плану нумерації E.164.
План нумерації E.164 для телефонних номерів містить у собі:
- Телефонний код країни
- Регіональні плани нумерації

## Індикатор плану нумерації
Індикатор плану нумерації (NPI, Numbering Plan Indicator) — номер, затверджений параграфом 3.4.2.3.3 стандарту ITU Q.713. NPI використовується, переважно, у повідомленнях SCCP. За станом на 2004 рік визначені наступні значення NPI:
| NPI | Опис                         | Стандарт      |
| --- | ---------------------------- | ------------- |
| 0   | невідомо                     |               |
| 1   | ISDN-телефонія               | E.164         |
| 2   | загальний                    |               |
| 3   | дані                         | X.121         |
| 4   | телекс                       | F.69          |
| 5   | морський мобільний зв'язок   | E.210 і E.211 |
| 6   | сухопутний мобільний зв'язок | E.212         |
| 7   | ISDN/мобільний зв'язок       | E.214         |